# Barbarian F.C.
Barbarian Football Club (znany szerzej pod nazwą Barbarians) – elitarna, opierająca się na zaproszeniach drużyna rugby union niewystępująca w żadnej lidze, a jedynie nieregularnie rozgrywająca swoje spotkania przeciw reprezentacjom narodowym, zespołom regionalnym i klubom.
Zaproszenie do reprezentowania Barbarians postrzegane jest jako zaszczyt. Z uwagi na nieco mniejszą presję towarzyszącą jego występom, zespół zwyczajowo utożsamiany jest z widowiskową, otwartą i ofensywną grą na poziomie zbliżonym do reprezentacyjnego. Tradycyjnie powołanie w barwy Baa-Baas stanowiło okazję dla młodych zawodników, którzy nie znaleźli się w pierwszym składzie drużyny narodowej, by spróbować swoich sił na arenie międzypaństwowej. Stałym elementem polityki Barbarians jest powoływanie do składu co najmniej jednego debiutanta. Elementem klubowego etosu jest także integracja jego członków i zabawa poza boiskiem – niekiedy kosztem treningu.
Jako motto klubu przyjęto zdanie „Rugby to gra dla dżentelmenów wszystkich klas, jednak nie dla słabych sportowców jakiejkolwiek klasy”, którego autorem był biskup Bloemfontein a w przeszłości zawodnik Barbarians, Walter Carey.
Działalność klubu doprowadziła do powstania szeregu wzorujących się na nim drużyn, spośród których najbardziej znane są francuski Barbarian Rugby Club czy New Zealand Barbarian Rugby Club.

## Historia

### Okoliczności powstania

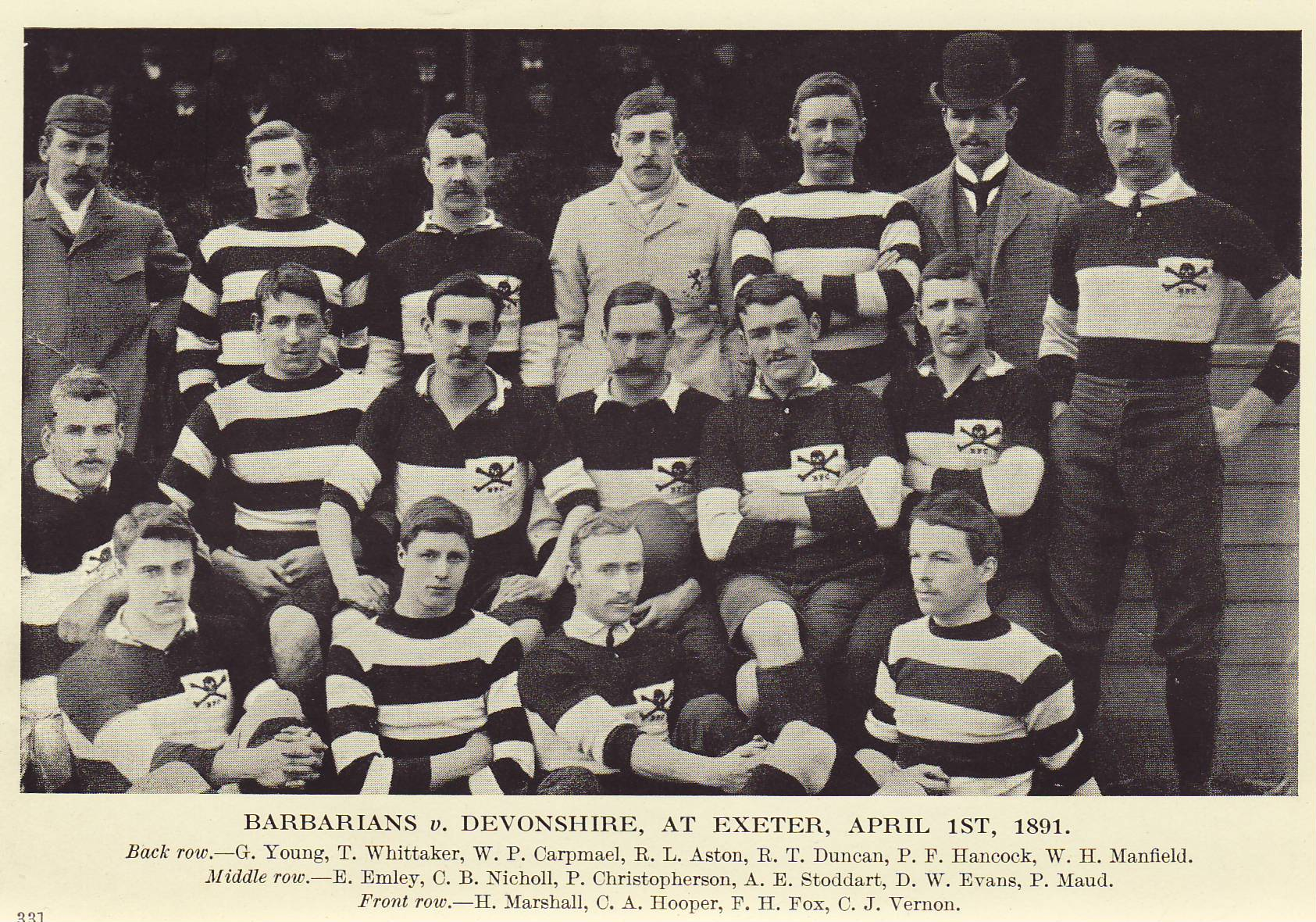
Barbarian F.C. w kwietniu 1891 roku

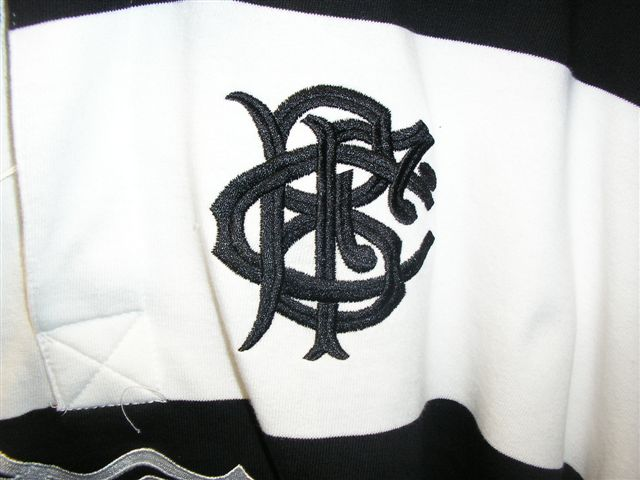
Słynny klubowy monogram

Historia klubu sięga ostatnich lat XIX wieku, zaś głównym sprawcą jego powstania był William Percy Carpmael. We wspomnianych czasach wszelkie regularne rozgrywki rugby kończyły się już w marcu, a większość drużyn zawieszała działalność na długie miesiące. Carpmael był gorącym orędownikiem odbywania krótkich wyjazdów, w trakcie których zespoły odwiedzając lokalne drużyny, rozgrywały serię meczów towarzyskich. W grudniu 1884 roku był jednym z organizatorów wyjazdu szkolnego zespołu Jesus College do Yorkshire. Podobne „tournée” zaaranżował w okresie Wielkanocy 1889 roku dla drużyny Clapham Rovers, która odwiedziła wówczas regiony Midlands i Yorkshire. Rok później zespół oparty na graczach Blackheath, klubu w którym grał Carpmael raz jeszcze odwiedził północną Anglię, rozgrywając pięć spotkań w ciągu pięciu wielkanocnych dni. Zespół nie miał ustalonej nazwy – drużynę awizowano jako „miejscowo-zagraniczny zespół Carpmaela”, ekipę Blackheath itd. – jednak w Huddersfield zawodnicy wystąpili jako „Southern Nomads” (Południowi Nomadzi). Podczas kolacji w Leuchters Restaurant przy Alexandra Hotel w Bradford zorganizowanej po ostatnim meczu „Nomadów” Carpmael ogłosił swoim kolegom z drużyny plan zawiązania klubu, którego podstawowym celem byłyby krótkie podróże po kraju, w czasie których drużyna podejmować będzie miejscowe ekipy na ich boiskach. Akt założycielski spisano 9 kwietnia 1890 roku o godzinie 2 nad ranem.
Szybko, bo jeszcze latem 1890 roku ustalono pierwszą wersję niezwykłych reguł, jakimi kierować miał się nowy zespół. Barbarian Football Club, bo taką nazwę przyjął, z założenia nie miał mieć swojej siedziby, własnego obiektu czy meczów „u siebie”. Jego członkami zostać mogli wyłącznie zaproszeni zawodnicy, niezależnie od przynależności klubowej, narodowości, pochodzenia czy wyznania. Oprócz formy sportowej, rozstrzygające znaczenia przyznano także zachowaniu – na i poza boiskiem – zgodnemu z filozofią klubu. Zawodnik, który raz otrzymał zaproszenie do reprezentowania barw drużyny, pozostawał jego członkiem na zawsze. Od samego początku niezmienny jest strój Barbarians, na który składa się koszula w biało-czarne poprzeczne pasy i czarne spodenki. Cechą wyróżniającą jest fakt, iż zawodnicy noszą skarpetki swojego macierzystego klubu. Na lewej piersi koszuli znajduje się monogram, „przeplatanka” inicjałów B F C.

### Pierwsze lata
1 października 1890 roku w biurze Carpmaela przy Chancery Lane w Londynie odbyło się pierwsze Walne Zgromadzenie klubu. Wybrano wówczas 50-osobowy skład członków założycieli na debiutancki sezon. Wśród nich znalazło się co najmniej 11 zawodników Blackheath F.C. Barbarians swoje debiutanckie mecze rozegrali z drużynami z Yorkshire: Hartlepool Rovers i Bradford, w grudniu 1890 roku. W roku 1891 kolejnym celem drużyny został region Devonshire i walijskie Cardiff.
Secesja Northern Rugby Football Union i powstanie rugby league w 1895 roku uniemożliwiły dalsze wyjazdy do Yorkshire, toteż uwaga Barbarians przeniosła się stopniowo na kluby z Południowej Walii. Z czasem wytworzyła się stała lista pojedynków, jakie Barbarians odbywali w ciągu roku: w marcu w Bedford mecz pamięci Edgara Mobbsa z reprezentacją East Midlands (począwszy od roku 1921), wielkanocny cykl spotkań w Walii (Penarth w piątek, Cardiff w sobotę, Swansea w poniedziałek i Newport we wtorek) oraz spotkanie z Leicester 27 grudnia (od 1909 roku). Podczas wielkanocnego tygodnia Baa-Baas niezmiennie (w latach 1901–1971) zatrzymywali się w hotelu Esplanade w Penarth, który zyskał miano „duchowego domu” Barbarians. Spotkania z walijskimi drużynami należą też do tych o najdłuższej historii: pierwszy raz Baa-Baas mierzyli się z drużyną z Cardiff w 1891 roku, z Newport w 1892, zaś z Penarth i Swansea w 1901.
W 1908 roku Barbarians rozegrali swój pierwszy mecz poza Wyspami Brytyjskimi – przeciwnikiem był paryski zespół Racing Club de France. W 1915 roku pierwszy raz w swojej historii zmierzyli się z reprezentacją narodową, Walią – spotkanie było okazją do zbiórki funduszy na rzecz uczestniczących w I wojnie światowej Walijskich Gwardzistów (ang. Welsh Guards); zgromadzono wówczas przeszło 200 funtów.
W okresie międzywojennym przyjęto nowy herb klubu, którego autorem był Ian Stuart, członek Barbarian F.C. i reprezentant Irlandii. Składał się on z dwóch tarcz, jednej z emblematami Home Nations, czterech narodów Wysp Brytyjskich (angielska róża, irlandzka koniczyna, szkocki oset oraz Pióra księcia Walii), drugiej zaś z symbolami srebrnej paproci (Nowa Zelandia), skocznika antylopiego (springbok, Południowa Afryka) i kwiatu z gatunku Telopea speciosissima (waratah, reprezentujący Nową Południową Walię i Australię w ogóle). Całość zwieńczono figurami dwóch jagniąt skaczących wokół piłki do rugby.

### Era międzynarodowa
W 1948 roku Barbarians zostali poproszeni o sformowanie drużyny, która mogłaby się zmierzyć z reprezentacją Australii kończącą tournée po Wielkiej Brytanii. Mecz miał przynieść fundusze na powrót „Wallabies” na Antypody, na które chcieli się udać przez Kanadę. Spotkanie, które otrzymało miano „Ostatniego Wyzwania” (ang. Final Challenge), zakończyło się olbrzymim sukcesem tak sportowym, jak i finansowym – starcie obejrzało 45 tys. widzów. Dało ono początek zwyczajowi, zgodnie z którym mecz przeciw Barbarians regularnie stanowił „ostatnie wyzwanie” dla ekip z Południowej Półkuli odwiedzających Wyspy Brytyjskie. W latach 50. Baa-Baas zaczęli wyjeżdżać na własne zagraniczne serie meczów – w 1957 zespół udał się do Kanady, a rok później do Południowej Afryki. W kolejnych latach Barbarians odwiedzili kilkadziesiąt krajów, nie wyłączając Argentyny czy Australii. Nierzadko mecze te kończyli jako zwycięzcy – w 1960 roku ograli reprezentację Południowej Afryki, która wcześniej zdobyła Wielki Szlem, pokonując wszystkie cztery drużyny z Wysp Brytyjskich. W 1977 roku po raz pierwszy mierzyli się z kombinowaną ekipą British Lions złożoną z reprezentantów Anglii, Irlandii, Szkocji i Walii. Okazją do rozegrania meczu był Srebrny Jubileusz królowej Elżbiety II.
W 1973 roku podczas meczu Barbarians – Nowa Zelandia na Cardiff Arms Park Gareth Edwards zdobył po zespołowej akcji Baa-Baas przyłożenie, które zyskało później miano „najwspanialszego przyłożenia, jakie kiedykolwiek zdobyto” lub po prostu „tego przyłożenia” (ang. That try).

### Stulecie istnienia i profesjonalizacja rugby

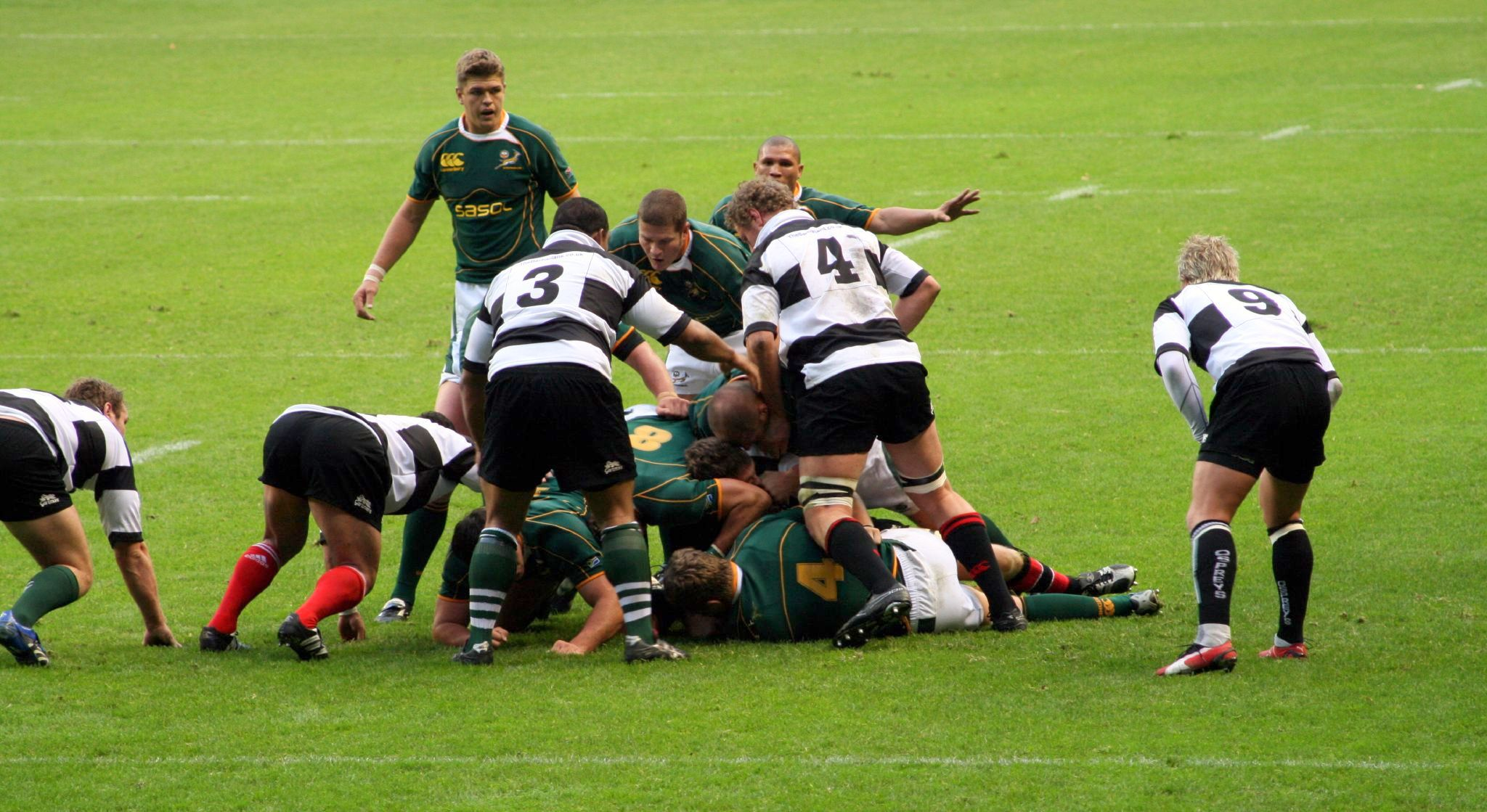
Mecz Barbarians – Południowa Afryka (2007)

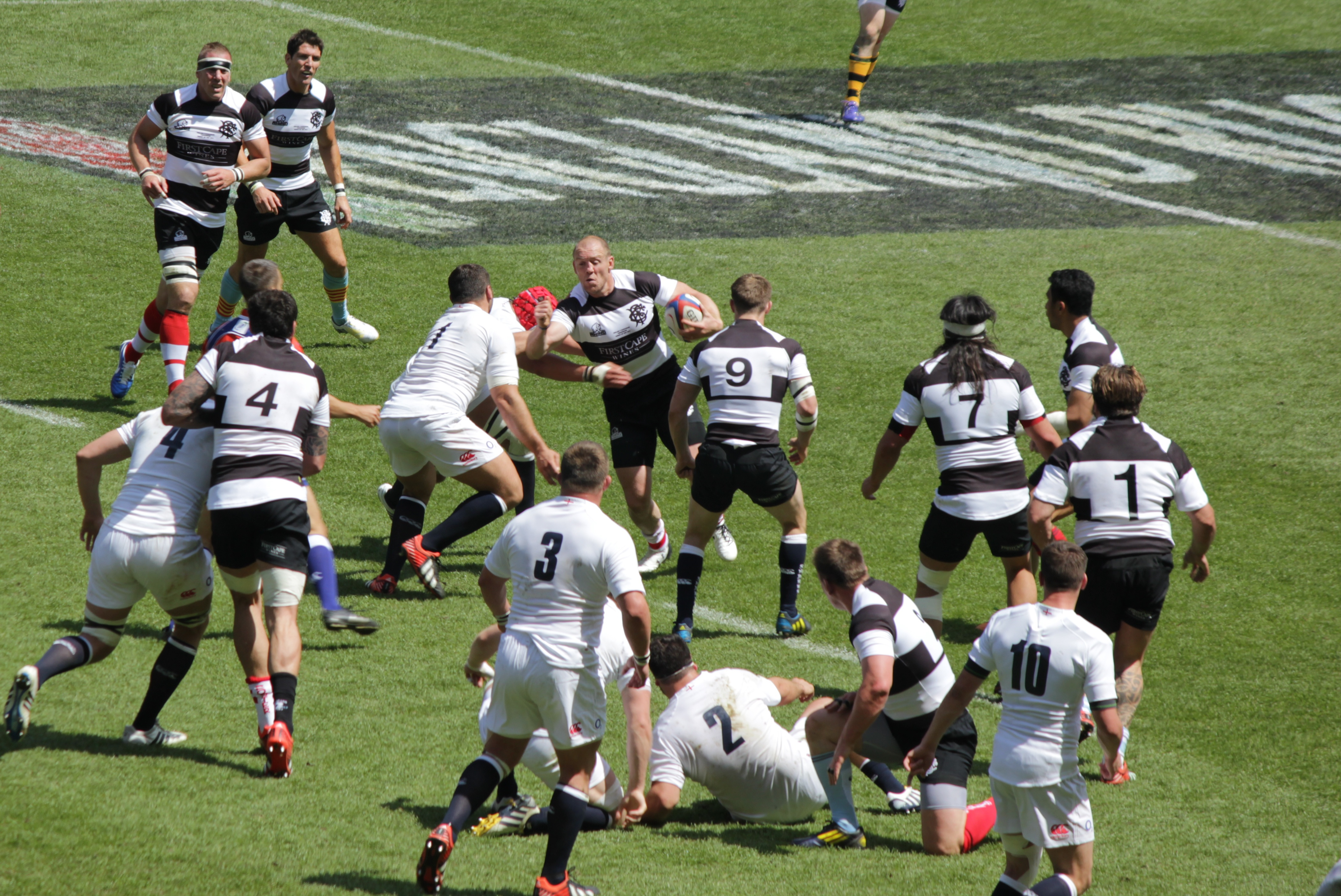
Mecz Barbarians – Anglia (2013)

W 1990 roku klub obchodził setną rocznicę powstania. Obchody stulecia rozpoczęto od testmeczu z reprezentacją Walii na Cardiff Arms Park. Gospodarze w ramach uznania dla rywali potraktowali ten mecz jako oficjalny, na równi z pojedynkami międzynarodowymi. Wiek istnienia klub uczcił poprzez rozegranie pięciu spośród sześciu tradycyjnych spotkań: z Cardiff, Newport, Swansea, Leicester oraz East Midlands, jak również pojedynku z Bradford – klubem z miasta, w którym formalnie założono Barbarian F.C.. Obchody zakończono meczem z reprezentacją Szkocji we wrześniu 1991 roku.
Po profesjonalizacji rugby union w 1995 roku władze Baa-Baas zmuszone były zmienić strategię działania – zawodowe kluby nie były skłonne zwalniać swoich graczy na kilkutygodniowe serie meczów towarzyskich; także spotkania drużyn narodowych zaczęły odbywać się na innych zasadach. Ówczesny sekretarz klubu przestrzegał, że Barbarians „zginą, jeśli się nie zmienią”. Zespół musiał zrezygnować z tradycyjnych świątecznych spotkań z walijskimi klubami czy z Leicester, co zastąpiono częstszymi spotkaniami poza Wielką Brytanią. Klub przyjął wówczas rolę nieoficjalnego ambasadora dyscypliny. W 2004 roku powołano fundusz Barbarians Rugby Charitable Trust wspierający donacjami rozwój sportu w biedniejszych regionach świata, wśród uzdolnionej lecz ubogiej młodzieży; kontuzjowanych zawodników czy też poprzez realizację innych celów charytatywnych. Klub z większym zaangażowaniem zaczął promować rugby odwiedzając kraje o krótszej historii sportowej oraz uświetniając swoją obecnością rozmaite jubileusze i uroczystości. Jedną z takich okazji był rozegrany w 2008 roku mecz z reprezentacją Australii, który zorganizowany został przez Brytyjski Komitet Olimpijski. Uczczono w ten sposób stulecie finałowego starcia w turnieju olimpijskim na igrzyskach w Londynie w 1908 roku. Spotkanie było też pierwszym meczem rugby union rozegranym na Wembley po wzniesieniu nowego stadionu. Trzy lata później Barbarian Football Club oraz jego założyciel, William Percy Carpmael w uznaniu dla zasług dla światowego rugby zostali wprowadzeni do Galerii Sław IRB.
Niemniej w pierwszych latach XXI wieku pojawiły się głosy, iż czasy Barbarians należą już do przeszłości i dalsza działalność klubu wobec coraz bardziej napiętego kalendarza rozgrywek stanowi jedynie umniejszanie historii drużyny. Felietonista The Daily Telegraph oceniał wówczas, iż Barbarians zmierzają w stroną koszykarzy Harlem Globetrotters – „osobliwi, zabawni, ale dziwnie żenujący”, z kolei na łamach południowoafrykańskiego portalu news24.com przyrównano zespół do mitycznego jednorożca. Ocenę tę wzmacniały bardzo wyraźne porażki mimo gwiazdorskiej obsady po stronie Baa-Baas (z Australią w 2011 czy British and Irish Lions w 2013 roku). Prasa zarzucała zespołowi zbędną komercjalizację i odejście od klubowych prawideł, nadmierne przesunięcie akcentu ze sportowej rywalizacji na spotkanie towarzyskie.
W roku 2015 przypadała 125. rocznica założenia Barbarian F.C. Obchody zespół rozpoczął od rozegranego w listopadzie 2014 roku meczu z jednym z tradycyjnych rywali, Leicester. Następnie w sierpniu przeciw Samoa rozegrali pierwszy w historii mecz rugby union na nowo zbudowanym Stadionie Olimpijskim w Londynie. Z jubileuszem zbiegła się próba odbudowy wizerunku drużyny jako tego miejsca, w którym młode talenty otrzymują szansę gry na poziomie reprezentacyjnym.
W październiku 2017 roku Barbarians zapowiedzieli powołanie drużyny kobiet. Zaplanowano, że w debiutanckim starciu zespół zmierzy się z Munster Rugby.

## Mecze przeciw drużynom narodowym
| Lista meczów międzynarodowych | Lista meczów międzynarodowych | Lista meczów międzynarodowych | Lista meczów międzynarodowych | Lista meczów międzynarodowych           | Lista meczów międzynarodowych                              | Lista meczów międzynarodowych |
| Lp.                           | Przeciwnik                    | Wynik                         | Data                          | Stadion                                 | Uwagi                                                      | Przypisy                      |
| ----------------------------- | ----------------------------- | ----------------------------- | ----------------------------- | --------------------------------------- | ---------------------------------------------------------- | ----------------------------- |
| 1                             | Walia                         | 26:10                         | 17 kwietnia 1915(dts)         | Cardiff Arms Park, Cardiff              | celem zbiórka „funduszy patriotycznych”                    | [ R 1 ]                       |
| 2                             | Australia                     | 9:6                           | 31 stycznia 1948(dts)         | Cardiff Arms Park, Cardiff              | „Ostatnie Wyzwanie”                                        | [ R 1 ] [ R 2 ]               |
| 3                             | Południowa Afryka             | 3:17                          | 26 stycznia 1952(dts)         | Cardiff Arms Park, Cardiff              | „Ostatnie Wyzwanie”                                        | [ R 1 ] [ R 3 ]               |
| 4                             | Nowa Zelandia                 | 5:19                          | 20 lutego 1954(dts)           | Cardiff Arms Park, Cardiff              | „Ostatnie Wyzwanie”                                        | [ R 1 ] [ R 4 ]               |
| 5                             | Australia                     | 11:6                          | 22 lutego 1958(dts)           | Cardiff Arms Park, Cardiff              | „Ostatnie Wyzwanie”                                        | [ R 1 ] [ R 5 ]               |
| 6                             | Afryka Wschodnia              | 52:12                         | 28 maja 1958(dts)             | RFUEA Ground, Nairobi                   |                                                            | [ R 5 ]                       |
| 7                             | Południowa Afryka             | 6:0                           | 4 lutego 1961(dts)            | Cardiff Arms Park, Cardiff              | „Ostatnie Wyzwanie”                                        | [ R 1 ] [ R 6 ]               |
| 8                             | Kanada                        | 3:3                           | 17 listopada 1962(dts)        | County Ground, Gosforth                 |                                                            | [ R 1 ] [ R 7 ]               |
| 9                             | Nowa Zelandia                 | 3:36                          | 15 lutego 1964(dts)           | Cardiff Arms Park, Cardiff              | „Ostatnie Wyzwanie”                                        | [ R 1 ] [ R 8 ]               |
| 10                            | Australia                     | 11:17                         | 28 stycznia 1967(dts)         | Cardiff Arms Park, Cardiff              | „Ostatnie Wyzwanie”                                        | [ R 1 ] [ R 9 ]               |
| 11                            | Nowa Zelandia                 | 6:11                          | 16 grudnia 1967(dts)          | Twickenham, Londyn                      | „Ostatnie Wyzwanie”                                        | [ R 1 ] [ R 10 ]              |
| 12                            | Rodezja                       | 24:21                         | 26 maja 1969(dts)             | Police Ground, Salisbury                |                                                            | [ R 1 ] [ R 11 ]              |
| 13                            | Południowa Afryka             | 12:21                         | 31 stycznia 1970(dts)         | Twickenham, Londyn                      |                                                            | [ R 1 ] [ R 12 ]              |
| 14                            | Szkocja                       | 33:17                         | 9 maja 1970(dts)              | Murrayfield, Edynburg                   | celem zbiórka funduszy na rzcz IBWN 1970                   | [ R 1 ] [ R 12 ]              |
| 15                            | Fidżi                         | 9:29                          | 24 października 1970(dts)     | County Ground, Gosforth                 | „Ostatnie Wyzwanie”                                        | [ R 1 ] [ R 13 ]              |
| 16                            | Nowa Zelandia                 | 23:11                         | 27 stycznia 1973(dts)         | Cardiff Arms Park, Cardiff              | „Ostatnie Wyzwanie”                                        | [ R 1 ] [ R 14 ]              |
| 17                            | Nowa Zelandia                 | 13:13                         | 30 listopada 1974(dts)        | Twickenham, Londyn                      | „Ostatnie Wyzwanie”                                        | [ R 1 ] [ R 15 ]              |
| 18                            | Australia                     | 19:7                          | 24 stycznia 1976(dts)         | Cardiff Arms Park, Cardiff              | „Ostatnie Wyzwanie”                                        | [ R 1 ] [ R 16 ]              |
| 19                            | Kanada                        | 29:4                          | 12 czerwca 1976(dts)          | Toronto                                 |                                                            | [ R 1 ] [ R 16 ]              |
| 20                            | British Lions                 | 14:23                         | 10 września 1977(dts)         | Twickenham, Londyn                      | mecz z okazji Srebrnego Jubileuszu Elżbiety II             | [ R 17 ]                      |
| 21                            | Nowa Zelandia                 | 16:18                         | 16 grudnia 1978(dts)          | Cardiff Arms Park, Cardiff              | „Ostatnie Wyzwanie”                                        | [ R 1 ] [ R 18 ]              |
| 22                            | Szkocja                       | 26:13                         | 26 marca 1983(dts)            | Murrayfield, Edynburg                   |                                                            | [ R 19 ]                      |
| 23                            | Australia                     | 30:37                         | 15 grudnia 1984(dts)          | Cardiff Arms Park, Cardiff              | „Ostatnie Wyzwanie”                                        | [ R 1 ] [ R 20 ]              |
| 24                            | Włochy                        | 23:15                         | 26 maja 1985(dts)             | Stadio Flaminio, Rzym                   |                                                            | [ R 1 ] [ R 20 ]              |
| 25                            | Australia                     | 22:40                         | 26 listopada 1988(dts)        | Cardiff Arms Park, Cardiff              | „Ostatnie Wyzwanie”                                        | [ R 1 ] [ R 21 ]              |
| 26                            | Nowa Zelandia                 | 10:21                         | 25 listopada 1989(dts)        | Twickenham, Londyn                      | „Ostatnie Wyzwanie”                                        | [ R 1 ] [ R 22 ]              |
| 27                            | Anglia                        | 16:18                         | 29 września 1990(dts)         | Twickenham, Londyn                      | obchody stulecia klubu                                     | [ R 23 ]                      |
| 28                            | Walia                         | 31:24                         | 6 października 1990(dts)      | Cardiff Arms Park, Cardiff              | obchody stulecia klubu, mecz uznany przez WRU za oficjalny | [ R 1 ] [ R 23 ]              |
| 29                            | Argentyna                     | 34:22                         | 17 listopada 1990(dts)        | Cardiff Arms Park, Cardiff              | „Ostatnie Wyzwanie”                                        | [ R 1 ] [ R 23 ]              |
| 30                            | Szkocja                       | 16:16                         | 7 września 1991(dts)          | Murrayfield, Edynburg                   |                                                            | [ R 1 ] [ R 24 ]              |
| 31                            | Rosja                         | 23:27                         | 6 czerwca 1992(dts)           | Lokomotiw, Moskwa                       |                                                            | [ R 1 ] [ R 24 ]              |
| 32                            | Australia                     | 20:30                         | 28 listopada 1992(dts)        | Twickenham, Londyn                      | „Ostatnie Wyzwanie”                                        | [ R 1 ] [ R 25 ]              |
| 33                            | Nowa Zelandia                 | 12:25                         | 4 grudnia 1993(dts)           | Cardiff Arms Park, Cardiff              | „Ostatnie Wyzwanie”                                        | [ R 1 ] [ R 26 ]              |
| 34                            | Zimbabwe                      | 21:23                         | 4 czerwca 1994(dts)           | Police Ground, Harare                   |                                                            | [ R 1 ] [ R 26 ]              |
| 35                            | Południowa Afryka             | 23:15                         | 3 grudnia 1994(dts)           | Lansdowne Road, Dublin                  | „Ostatnie Wyzwanie”                                        | [ R 1 ] [ R 27 ]              |
| 36                            | Irlandia                      | 70:38                         | 18 maja 1996(dts)             | Lansdowne Road, Dublin                  | „Mecz Pokoju”                                              | [ R 28 ]                      |
| 37                            | Szkocja                       | 48:45                         | 17 sierpnia 1996(dts)         | Murrayfield, Edynburg                   | mecz na rzecz ofiar masakry w Dunblane                     | [ R 28 ]                      |
| 38                            | Walia                         | 10:31                         | 24 sierpnia 1996(dts)         | Cardiff Arms Park, Cardiff              | mecz uznany przez WRU za oficjalny                         | [ R 28 ]                      |
| 39                            | Australia                     | 12:39                         | 7 grudnia 1996(dts)           | Twickenham, Londyn                      | „Ostatnie Wyzwanie”                                        | [ R 1 ] [ R 29 ]              |
| 40                            | Irlandia                      | 31:30                         | 28 maja 2000(dts)             | Lansdowne Road, Dublin                  |                                                            | [ R 30 ]                      |
| 41                            | Szkocja                       | 45:42                         | 31 maja 2000(dts)             | Murrayfield, Edynburg                   |                                                            | [ R 1 ] [ R 30 ]              |
| 42                            | Niemcy                        | 47:19                         | 12 sierpnia 2000(dts)         | Eilenriedestadion, Hanower              | 100-lecie DRV                                              | [ R 1 ] [ R 30 ]              |
| 43                            | Południowa Afryka             | 31:41                         | 10 grudnia 2000(dts)          | Millennium Stadium, Cardiff             | „Ostatnie Wyzwanie”                                        | [ R 1 ] [ R 31 ]              |
| 44                            | Walia                         | 40:38                         | 20 maja 2001(dts)             | Millennium Stadium, Cardiff             |                                                            | [ R 31 ]                      |
| 45                            | Szkocja                       | 74:31                         | 24 maja 2001(dts)             | Murrayfield, Edynburg                   |                                                            | [ R 31 ]                      |
| 46                            | Anglia                        | 43:29                         | 27 maja 2001(dts)             | Twickenham, Londyn                      |                                                            | [ R 31 ]                      |
| 47                            | Australia                     | 35:49                         | 28 listopada 2001(dts)        | Millennium Stadium, Cardiff             | „Ostatnie Wyzwanie”                                        | [ R 1 ] [ R 32 ]              |
| 48                            | Anglia                        | 29:53                         | 26 maja 2002(dts)             | Twickenham, Londyn                      |                                                            | [ R 32 ]                      |
| 49                            | Walia                         | 40:25                         | 29 maja 2002(dts)             | Millennium Stadium, Cardiff             |                                                            | [ R 1 ] [ R 32 ]              |
| 50                            | Szkocja                       | 47:27                         | 1 czerwca 2002(dts)           | Murrayfield, Edynburg                   |                                                            | [ R 32 ]                      |
| 51                            | Anglia                        | 49:36                         | 25 maja 2003(dts)             | Twickenham, Londyn                      |                                                            | [ R 33 ]                      |
| 52                            | Szkocja                       | 24:15                         | 28 maja 2003(dts)             | Murrayfield, Edynburg                   |                                                            | [ R 33 ]                      |
| 53                            | Walia                         | 48:35                         | 31 maja 2003(dts)             | Millennium Stadium, Cardiff             |                                                            | [ R 33 ]                      |
| 54                            | Szkocja                       | 40:33                         | 22 maja 2004(dts)             | Murrayfield, Edynburg                   |                                                            | [ R 34 ]                      |
| 55                            | Walia                         | 0:42                          | 27 maja 2004(dts)             | Ashton Gate, Bristol                    |                                                            | [ R 1 ] [ R 34 ]              |
| 56                            | Anglia                        | 32:12                         | 30 maja 2004(dts)             | Twickenham, Londyn                      |                                                            | [ R 34 ]                      |
| 57                            | Portugalia                    | 66:34                         | 10 czerwca 2004(dts)          | Estádio Universitário, Lizbona          |                                                            | [ R 34 ]                      |
| 58                            | Nowa Zelandia                 | 19:47                         | 4 grudnia 2004(dts)           | Twickenham, Londyn                      | „Ostatnie Wyzwanie”                                        | [ R 1 ] [ R 35 ]              |
| 59                            | Szkocja                       | 7:38                          | 24 maja 2005(dts)             | Pittodrie, Aberdeen                     |                                                            | [ R 1 ] [ R 35 ]              |
| 60                            | Anglia                        | 52:39                         | 28 maja 2005(dts)             | Twickenham, Londyn                      |                                                            | [ R 35 ]                      |
| 61                            | Anglia                        | 19:46                         | 28 maja 2006(dts)             | Twickenham, Londyn                      |                                                            | [ R 1 ] [ R 36 ]              |
| 62                            | Szkocja                       | 19:66                         | 31 maja 2006(dts)             | Murrayfield, Edynburg                   |                                                            | [ R 1 ] [ R 36 ]              |
| 63                            | Gruzja                        | 28:19                         | 4 czerwca 2006(dts)           | Stadion im. Micheila Meschiego, Tbilisi |                                                            | [ R 1 ] [ R 36 ]              |
| 64                            | Tunezja                       | 33:10                         | 19 maja 2007(dts)             | Stade El Menzah, Tunis                  |                                                            | [ R 1 ] [ R 37 ]              |
| 65                            | Hiszpania                     | 52:26                         | 23 czerwca 2007(dts)          | Estadio Martínez Valero, Elx            |                                                            | [ R 1 ] [ R 37 ]              |
| 66                            | Południowa Afryka             | 22:5                          | 1 grudnia 2007(dts)           | Twickenham, Londyn                      | „Ostatnie Wyzwanie”                                        | [ R 1 ] [ R 38 ]              |
| 67                            | Belgia                        | 84:10                         | 24 maja 2008(dts)             | Stadion Króla Baudouina I, Bruksela     |                                                            | [ R 1 ] [ R 38 ]              |
| 68                            | Irlandia                      | 14:39                         | 27 maja 2008(dts)             | Kingsholm, Gloucester                   |                                                            | [ R 1 ] [ R 38 ]              |
| 69                            | Anglia                        | 14:17                         | 1 czerwca 2008(dts)           | Twickenham, Londyn                      |                                                            | [ R 1 ] [ R 38 ]              |
| 70                            | Australia                     | 11:18                         | 3 grudnia 2008(dts)           | Wembley, Londyn                         | „Ostatnie Wyzwanie”, stulecie IO 1908                      | [ R 1 ] [ R 39 ]              |
| 71                            | Anglia                        | 35:26                         | 3 maja 2009(dts)              | Twickenham, Londyn                      |                                                            | [ R 1 ] [ R 39 ]              |
| 72                            | Australia                     | 7:55                          | 6 czerwca 2009(dts)           | Sydney Football Stadium, Sydney         |                                                            | [ R 1 ] [ R 39 ]              |
| 73                            | Nowa Zelandia                 | 25:18                         | 5 grudnia 2009(dts)           | Twickenham, Londyn                      | „Ostatnie Wyzwanie”                                        | [ R 1 ] [ R 40 ]              |
| 74                            | Anglia                        | 26:35                         | 30 maja 2010(dts)             | Twickenham, Londyn                      |                                                            | [ R 40 ]                      |
| 75                            | Irlandia                      | 29:23                         | 4 czerwca 2010(dts)           | Thomond Park, Limerick                  |                                                            | [ R 40 ]                      |
| 76                            | Południowa Afryka             | 26:20                         | 4 grudnia 2010(dts)           | Twickenham, Londyn                      | „Ostatnie Wyzwanie”                                        | [ R 1 ] [ R 41 ]              |
| 77                            | Anglia                        | 38:32                         | 29 maja 2011(dts)             | Twickenham, Londyn                      |                                                            | [ R 41 ]                      |
| 78                            | Walia                         | 31:28                         | 4 czerwca 2011(dts)           | Millennium Stadium, Cardiff             | 130-lecie WRU, mecz uznany za oficjalny                    | [ R 41 ]                      |
| 79                            | Australia                     | 11:60                         | 26 listopada 2011(dts)        | Twickenham, Londyn                      | „Ostatnie Wyzwanie”                                        | [ R 1 ] [ R 42 ]              |
| 80                            | Anglia                        | 26:57                         | 27 maja 2012(dts)             | Twickenham, Londyn                      |                                                            | [ R 42 ]                      |
| 81                            | Irlandia                      | 29:28                         | 29 maja 2012(dts)             | Kingsholm, Gloucester                   |                                                            | [ R 1 ] [ R 42 ]              |
| 82                            | Walia                         | 21:30                         | 2 czerwca 2012(dts)           | Millennium Stadium, Cardiff             | mecz uznany przez WRU za oficjalny                         | [ R 42 ]                      |
| 83                            | Anglia                        | 12:40                         | 26 maja 2013(dts)             | Twickenham, Londyn                      |                                                            | [ R 43 ]                      |
| 84                            | British and Irish Lions       | 8:59                          | 1 czerwca 2013(dts)           | Hong Kong Stadium, Hongkong             | tournée Lions                                              | [ R 43 ]                      |
| 85                            | Fidżi                         | 43:19                         | 30 listopada 2013(dts)        | Twickenham, Londyn                      |                                                            | [ R 1 ] [ R 44 ]              |
| 86                            | Anglia                        | 39:29                         | 1 czerwca 2014(dts)           | Twickenham, Londyn                      |                                                            | [ R 44 ]                      |
| 87                            | Australia                     | 36:40                         | 1 listopada 2014(dts)         | Twickenham, Londyn                      |                                                            | [ R 1 ] [ R 45 ]              |
| 88                            | Irlandia                      | 22:21                         | 28 maja 2015(dts)             | Thomond Park, Limerick                  |                                                            | [ R 1 ] [ R 45 ]              |
| 89                            | Anglia                        | 12:73                         | 31 maja 2015(dts)             | Twickenham, Londyn                      |                                                            | [ R 45 ]                      |
| 90                            | Samoa                         | 27:24                         | 29 sierpnia 2015(dts)         | Stadion Olimpijski, Londyn              |                                                            | [ R 45 ]                      |
| 91                            | Argentyna                     | 31:49                         | 21 listopada 2015(dts)        | Twickenham, Londyn                      |                                                            | [ R 1 ] [ R 46 ]              |
| 92                            | Południowa Afryka             | 31:31                         | 5 listopada 2016(dts)         | Wembley, Londyn                         |                                                            | [ R 1 ] [ R 47 ]              |
| 93                            | Czechy                        | 71:0                          | 8 listopada 2016(dts)         | Markéta, Praga                          | 90-lecie ČRU                                               | [ R 47 ]                      |
| 94                            | Fidżi                         | 40:7                          | 11 listopada 2016(dts)        | Ravenhill, Belfast                      |                                                            | [ R 1 ] [ R 47 ]              |
| 95                            | Anglia                        | 14:28                         | 28 maja 2017(dts)             | Twickenham, Londyn                      |                                                            | [ R 47 ]                      |
| 96                            | Australia                     | 28:31                         | 28 października 2017(dts)     | Sydney Football Stadium, Sydney         |                                                            | [ R 48 ]                      |
| 97                            | Nowa Zelandia                 | 22:31                         | 4 listopada 2017(dts)         | Twickenham, Londyn                      |                                                            | [ R 48 ]                      |
| 98                            | Tonga                         | 27:24                         | 10 listopada 2017(dts)        | Thomond Park, Limerick                  |                                                            | [ R 48 ]                      |
| 99                            | Anglia                        | 63:45                         | 28 maja 2018(dts)             | Twickenham, Londyn                      |                                                            | [ R 48 ]                      |
| 100                           | Argentyna                     | 38:35                         | 1 grudnia 2018(dts)           | Twickenham, Londyn                      | „Ostatnie Wyzwanie”                                        | [ R 49 ]                      |

| Przeciwnik              | M   | W  | R | P  | W%     |
| ----------------------- | --- | -- | - | -- | ------ |
| Afryka Wschodnia        | 1   | 1  | 0 | 0  | 100%   |
| Anglia                  | 17  | 8  | 0 | 9  | 47,06% |
| Argentyna               | 3   | 2  | 0 | 1  | 66,67% |
| Australia               | 14  | 3  | 0 | 11 | 21,43% |
| Belgia                  | 1   | 1  | 0 | 0  | 100%   |
| British and Irish Lions | 2   | 0  | 0 | 2  | 0%     |
| Czechy                  | 1   | 1  | 0 | 0  | 100%   |
| Fidżi                   | 3   | 2  | 0 | 1  | 66,67% |
| Gruzja                  | 1   | 1  | 0 | 0  | 100%   |
| Hiszpania               | 1   | 1  | 0 | 0  | 100%   |
| Irlandia                | 6   | 5  | 0 | 1  | 83,33% |
| Kanada                  | 2   | 1  | 0 | 1  | 50%    |
| Niemcy                  | 1   | 1  | 0 | 0  | 100%   |
| Nowa Zelandia           | 11  | 2  | 1 | 8  | 18,18% |
| Południowa Afryka       | 8   | 4  | 1 | 3  | 50%    |
| Portugalia              | 1   | 1  | 0 | 0  | 100%   |
| Rosja                   | 1   | 1  | 0 | 0  | 100%   |
| Samoa                   | 1   | 1  | 0 | 0  | 100%   |
| Szkocja                 | 11  | 8  | 1 | 2  | 72,73% |
| Tonga                   | 1   | 1  | 0 | 0  | 100%   |
| Tunezja                 | 1   | 1  | 0 | 0  | 100%   |
| Walia                   | 9   | 6  | 0 | 3  | 66,67% |
| Włochy                  | 1   | 1  | 0 | 0  | 100%   |
| Zimbabwe (Rodezja)      | 2   | 1  | 0 | 1  | 50%    |
| Łącznie                 | 100 | 53 | 4 | 43 | 53%    |

Raporty meczowe
1. 1 2 3 4 5 6 7 8 9 10 11 12 13 14 15 16 17 18 19 20 21 22 23 24 25 26 27 28 29 30 31 32 33 34 35 36 37 38 39 40 41 42 43 44 45 46 47 48 49 50 51 52 53 54 55 56 57 58 59 60 61 62  Match Records. Barbarian F.C. [dostęp 2016-11-18]. [zarchiwizowane z tego adresu (2013-01-14)]. (ang.).
2. ↑  Results & Fixtures | 1947–1948. Barbarian F.C. [dostęp 2016-11-18]. [zarchiwizowane z tego adresu (2016-11-15)]. (ang.).
3. ↑  Results & Fixtures | 1951-1952. Barbarian F.C. [dostęp 2016-11-18]. [zarchiwizowane z tego adresu (2016-11-15)]. (ang.).
4. ↑  Results & Fixtures | 1953-1954. Barbarian F.C. [dostęp 2016-11-18]. [zarchiwizowane z tego adresu (2016-11-15)]. (ang.).
5. 1 2  Results & Fixtures | 1957-1958. Barbarian F.C. [dostęp 2016-11-18]. [zarchiwizowane z tego adresu (2016-11-15)]. (ang.).
6. ↑  Results & Fixtures | 1960-1961. Barbarian F.C. [dostęp 2016-11-18]. [zarchiwizowane z tego adresu (2016-11-15)]. (ang.).
7. ↑  Results & Fixtures | 1962-1963. Barbarian F.C. [dostęp 2016-11-18]. [zarchiwizowane z tego adresu (2016-11-15)]. (ang.).
8. ↑  Results & Fixtures | 1963–1964. Barbarian F.C. [dostęp 2016-11-18]. [zarchiwizowane z tego adresu (2016-11-15)]. (ang.).
9. ↑  Results & Fixtures | 1966-1967. Barbarian F.C. [dostęp 2016-11-18]. [zarchiwizowane z tego adresu (2016-11-15)]. (ang.).
10. ↑  Results & Fixtures | 1967-1968. Barbarian F.C. [dostęp 2016-11-18]. [zarchiwizowane z tego adresu (2016-11-15)]. (ang.).
11. ↑  Results & Fixtures | 1968-1969. Barbarian F.C. [dostęp 2016-11-18]. [zarchiwizowane z tego adresu (2016-11-15)]. (ang.).
12. 1 2  Results & Fixtures | 1969-1970. Barbarian F.C. [dostęp 2016-11-18]. [zarchiwizowane z tego adresu (2016-11-15)]. (ang.).
13. ↑  Results & Fixtures | 1970-1971. Barbarian F.C. [dostęp 2016-11-18]. [zarchiwizowane z tego adresu (2016-11-15)]. (ang.).
14. ↑  Results & Fixtures | 1972-1973. Barbarian F.C. [dostęp 2016-11-18]. [zarchiwizowane z tego adresu (2016-11-15)]. (ang.).
15. ↑  Results & Fixtures | 1974-1975. Barbarian F.C. [dostęp 2016-11-18]. [zarchiwizowane z tego adresu (2016-11-15)]. (ang.).
16. 1 2  Results & Fixtures | 1975-1976. Barbarian F.C. [dostęp 2016-11-18]. [zarchiwizowane z tego adresu (2016-11-15)]. (ang.).
17. ↑  Results & Fixtures | 1977-1978. Barbarian F.C. [dostęp 2016-11-18]. [zarchiwizowane z tego adresu (2016-11-15)]. (ang.).
18. ↑  Results & Fixtures | 1978-1979. Barbarian F.C. [dostęp 2016-11-18]. [zarchiwizowane z tego adresu (2016-11-15)]. (ang.).
19. ↑  Results & Fixtures | 1982–1983. Barbarian F.C. [dostęp 2016-11-18]. [zarchiwizowane z tego adresu (2016-11-15)]. (ang.).
20. 1 2  Results & Fixtures | 1984-1985. Barbarian F.C. [dostęp 2016-11-18]. [zarchiwizowane z tego adresu (2016-11-15)]. (ang.).
21. ↑  Results & Fixtures | 1988-1989. Barbarian F.C. [dostęp 2016-11-18]. [zarchiwizowane z tego adresu (2016-11-15)]. (ang.).
22. ↑  Results & Fixtures | 1989-1990. Barbarian F.C. [dostęp 2016-11-18]. [zarchiwizowane z tego adresu (2016-11-15)]. (ang.).
23. 1 2 3  Results & Fixtures | 1990-1991. Barbarian F.C. [dostęp 2016-11-18]. [zarchiwizowane z tego adresu (2016-11-15)]. (ang.).
24. 1 2  Results & Fixtures | 1991-1992. Barbarian F.C. [dostęp 2016-11-18]. [zarchiwizowane z tego adresu (2016-11-15)]. (ang.).
25. ↑  Results & Fixtures | 1992-1993. Barbarian F.C. [dostęp 2016-11-18]. [zarchiwizowane z tego adresu (2016-11-15)]. (ang.).
26. 1 2  Results & Fixtures | 1993-1994. Barbarian F.C. [dostęp 2016-11-18]. [zarchiwizowane z tego adresu (2016-11-15)]. (ang.).
27. ↑  Results & Fixtures | 1994-1995. Barbarian F.C. [dostęp 2016-11-18]. [zarchiwizowane z tego adresu (2016-11-15)]. (ang.).
28. 1 2 3  Results & Fixtures | 1995-1996. Barbarian F.C. [dostęp 2016-11-18]. [zarchiwizowane z tego adresu (2016-11-15)]. (ang.).
29. ↑  Results & Fixtures | 1996-1997. Barbarian F.C. [dostęp 2016-11-18]. [zarchiwizowane z tego adresu (2016-11-15)]. (ang.).
30. 1 2 3  Results & Fixtures | 1999-2000. Barbarian F.C. [dostęp 2016-11-18]. [zarchiwizowane z tego adresu (2016-11-15)]. (ang.).
31. 1 2 3 4  Results & Fixtures | 2000-2001. Barbarian F.C. [dostęp 2016-11-18]. [zarchiwizowane z tego adresu (2016-11-15)]. (ang.).
32. 1 2 3 4  Results & Fixtures | 2001-2002. Barbarian F.C. [dostęp 2016-11-18]. [zarchiwizowane z tego adresu (2016-11-15)]. (ang.).
33. 1 2 3  Results & Fixtures | 2002-2003. Barbarian F.C. [dostęp 2016-11-18]. [zarchiwizowane z tego adresu (2016-11-15)]. (ang.).
34. 1 2 3 4  Results & Fixtures | 2003-2004. Barbarian F.C. [dostęp 2016-11-18]. [zarchiwizowane z tego adresu (2016-11-15)]. (ang.).
35. 1 2 3  Results & Fixtures | 2004-2005. Barbarian F.C. [dostęp 2016-11-18]. [zarchiwizowane z tego adresu (2016-11-15)]. (ang.).
36. 1 2 3  Results & Fixtures | 2005-2006. Barbarian F.C. [dostęp 2016-11-18]. [zarchiwizowane z tego adresu (2016-11-15)]. (ang.).
37. 1 2  Results & Fixtures | 2006-2007. Barbarian F.C. [dostęp 2016-11-18]. [zarchiwizowane z tego adresu (2016-11-15)]. (ang.).
38. 1 2 3 4  Results & Fixtures | 2007-2008. Barbarian F.C. [dostęp 2016-11-18]. [zarchiwizowane z tego adresu (2016-11-15)]. (ang.).
39. 1 2 3  Results & Fixtures | 2008-2009. Barbarian F.C. [dostęp 2016-11-18]. [zarchiwizowane z tego adresu (2016-11-15)]. (ang.).
40. 1 2 3  Results & Fixtures | 2009–2010. Barbarian F.C. [dostęp 2016-11-18]. [zarchiwizowane z tego adresu (2016-11-15)]. (ang.).
41. 1 2 3  Results & Fixtures | 2010–2011. Barbarian F.C. [dostęp 2016-11-18]. [zarchiwizowane z tego adresu (2016-11-15)]. (ang.).
42. 1 2 3 4  Results & Fixtures | 2011–2012. Barbarian F.C. [dostęp 2016-11-18]. [zarchiwizowane z tego adresu (2016-11-15)]. (ang.).
43. 1 2  Results & Fixtures | 2012–2013. Barbarian F.C. [dostęp 2016-11-18]. [zarchiwizowane z tego adresu (2016-11-15)]. (ang.).
44. 1 2  Results & Fixtures | 2013–2014. Barbarian F.C. [dostęp 2016-11-18]. [zarchiwizowane z tego adresu (2016-11-15)]. (ang.).
45. 1 2 3 4  Results & Fixtures | 2014–2015. Barbarian F.C. [dostęp 2016-11-18]. [zarchiwizowane z tego adresu (2016-11-15)]. (ang.).
46. ↑  Results & Fixtures | 2015-2016. Barbarian F.C. [dostęp 2016-11-18]. [zarchiwizowane z tego adresu (2016-11-17)]. (ang.).
47. 1 2 3 4  Results & Fixtures | 2016-2017. Barbarian F.C. [dostęp 2018-12-04]. [zarchiwizowane z tego adresu (2018-12-04)]. (ang.).
48. 1 2 3 4  Results & Fixtures | 2017-2018. Barbarian F.C. [dostęp 2018-12-04]. [zarchiwizowane z tego adresu (2018-12-04)]. (ang.).
49. ↑  Results & Fixtures | 2018-2019. Barbarian F.C. [dostęp 2018-12-04]. [zarchiwizowane z tego adresu (2018-12-04)]. (ang.).

## Władze
Prezesi
- William Percy Carpmael (1913–1936)
- Emile de Lissa (1936–1955)
- Hamilton Smith (1955)
- Glyn Hughes (1955–1973)
- Herbert Waddell (1973–1988)
- Micky Steele-Bodger (od 1988)